# Індо-Європейський телеграф

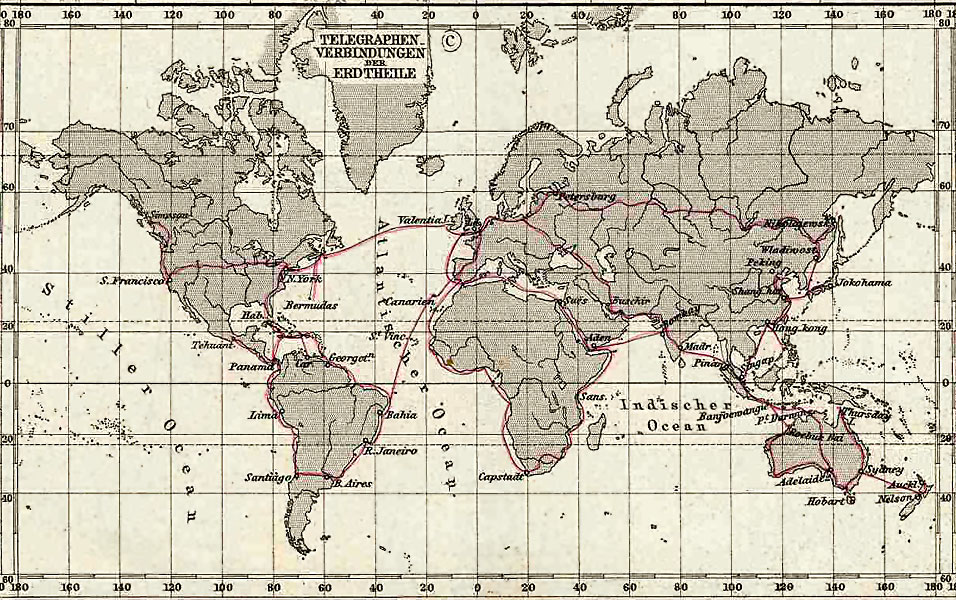
Основні телеграфні лінії 1891 року

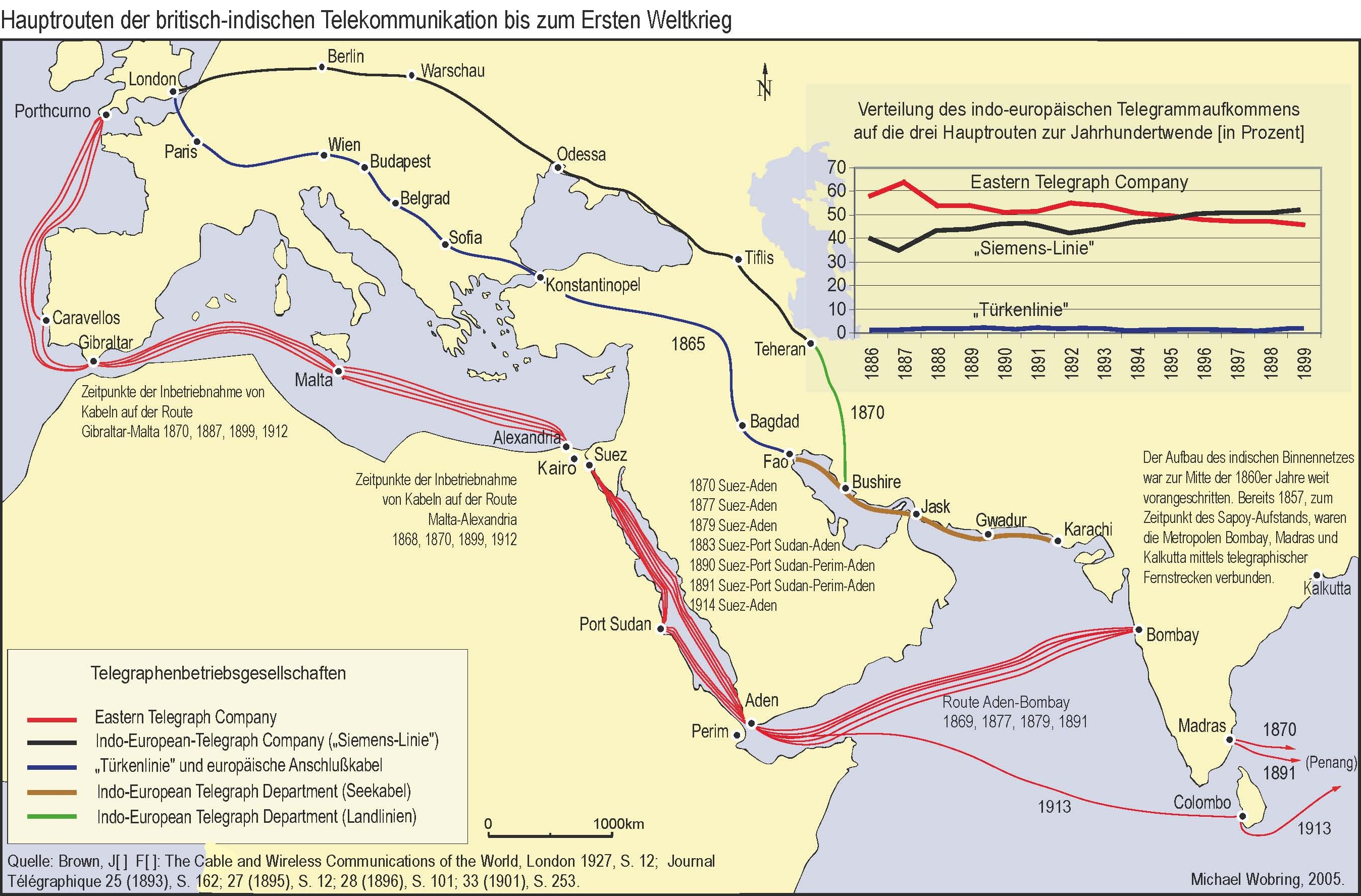
Індійсько-британські телеграфні лінії до Першої світової війни

Індо-Європейський телеграф (Англо-Індійський телеграф) — телеграфна лінія, прокладена в XIX столітті між країнами Європи та Індією. Лінія проходила через Німеччину, західні губернії Російської імперії, Крим, Кавказ і Персію.
Будівництво, яке вела фірма «Сіменс і Гальске», почалося в 1867 році. На Кавказькій ділянці кабель був спочатку прокладений на дні моря уздовж берега. Однак незабаром після закінчення робіт кабель порвався у кількох місцях через землетрус. Ця аварія поставила терміни здачі телеграфу під загрозу зриву. Тоді було вирішено перенести трасу лінії і прокласти її на березі, на стовпах. Для перенесення лінії в потрібні терміни було потрібно багато робітників. Для цього Карл Сіменс підвищив будівельникам платню, а також сплатив композиторам Ганське і Волхаберу великі гонорари, щоб ті написали «Марш телеграфістів». У найкоротші терміни цей марш став популярний в Австро-Угорщині, що дозволило завербувати необхідних працівників.
Перше повідомлення телеграфом з Лондона до Калькутти було передане 12 квітня (за іншими даними — 18 січня) 1870 року. У цьому повідомленні передавався британський гімн і табель заробітної плати телеграфістів. Лінія телеграфу була офіційно закрита в 1931 році..
До теперішнього часу в Криму і на Кавказі збереглися окремі стовпи Індо-Європейського телеграфу, що були встановлені у 1860-х роках.
У Миколаєві збереглася будівля Індо-Європейського телеграфу на Центральному проспекті, 52.